# Paul Koulibaly
Paul Koulibaly (Ouagadougou, 1986. március 24. –) Burkina Fasó-i válogatott labdarúgó, az ENPPI Club játékosa.
A Burkina Fasó-i válogatott tagjaként részt vett a 2010-es, a 2012-es és a 2013-as afrikai nemzetek kupáján.

## Sikerei, díjai
Étoile Filante
- Burkina Faso-i bajnok (1): 2008

Dinamo București
- Román szuperkupagyőztes (1): 2012

Al Shorta
- Iraki bajnok (1): 2012–13

Burkina Faso
- Afrikai nemzetek kupája döntős (1): 2013